# Interlagos (bairro de São Paulo)

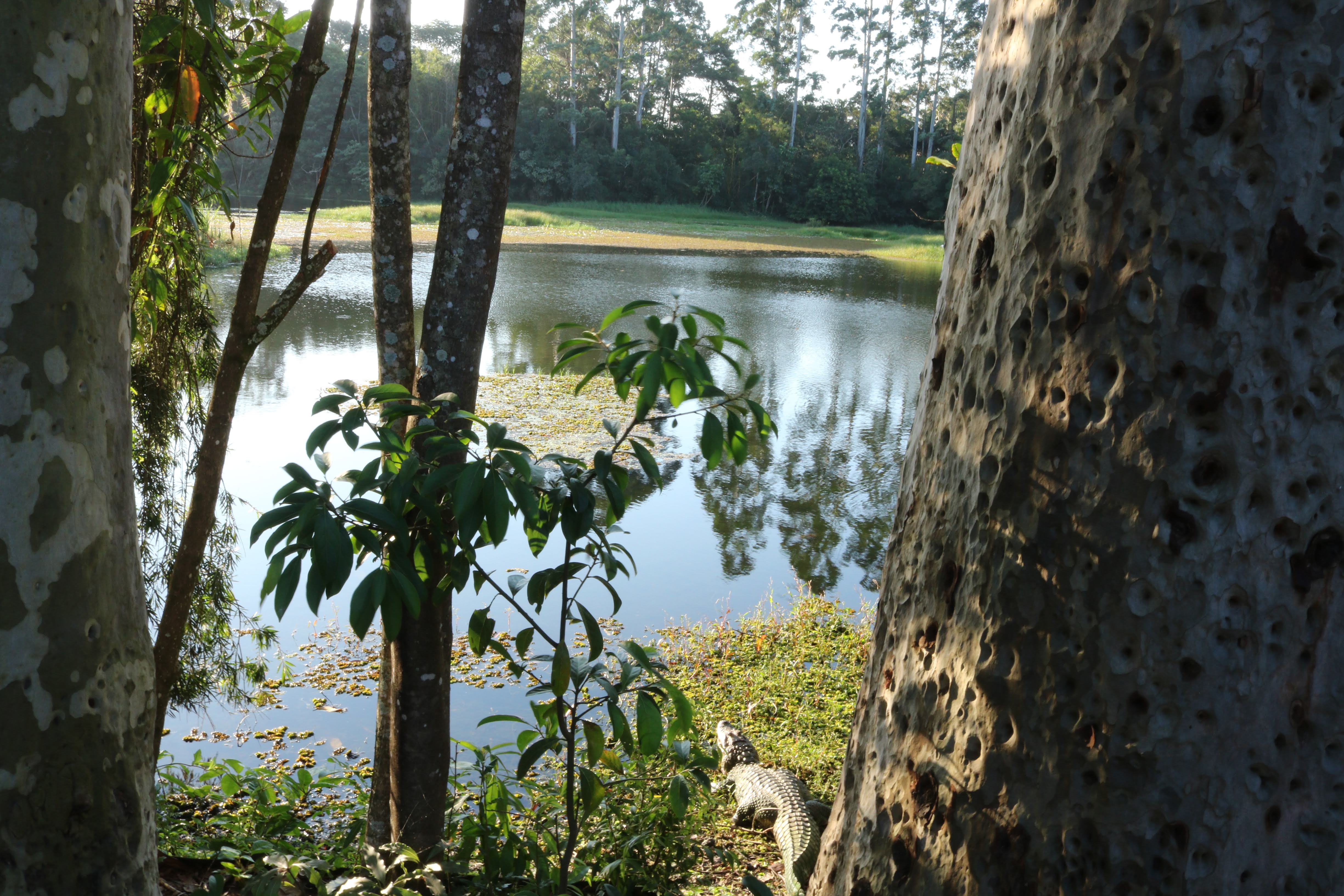
Parque Comandante Jacques Cousteau.

Interlagos é um bairro nobre localizado nos distritos de Cidade Dutra e Socorro, na Zona Sul da cidade de São Paulo, pertencente à Prefeitura Regional da Capela do Socorro. Recebeu esse nome por se localizar entre dois "lagos", as represas de Guarapiranga e Billings.

## História
Em 1920 o engenheiro britânico Louis Romero Sanson adquiriu terras entre as Represas de Guarapiranga e Billings; o mesmo planejava construir um resort de luxo no local, um bairro balneário planejado visando à elite paulistana, contou com a ajuda do urbanista francês Alfred Agache que percebeu uma semelhança daquela região com a cidade de Interlaken, na Suiça.
Desta parceria iniciou-se à implantação do bairro Balneário Satélite da Capital, que tinha como principal objeto de escopo, atrair as pessoas de alto nível social, moradores da capital. Para tal foi criada uma praia artificial com areia vinda de Santos, junto às margens da Represa Guarapiranga.
O projeto inicial do bairro previa, além de casas, muitas áreas de lazer e também um ginásio de esportes, mas, com a crise da quebra da bolsa nos Estados Unidos na década de 30, a implantação do projeto de construção do bairro foi abandonada e somente na década seguinte, Louis Romero Sanson pôde retomar seus projetos para a região. 
Na época um grave acidente em uma corrida internacional de carros nas ruas da cidade, que começavam a ficar popular, levantou a necessidade de São Paulo ter um autódromo definitivo. Em uma parceria com o Automóvel Clube do Brasil, Sanson priorizou a criação e construção de um circuito na Cidade Balneário, o que deu origem ao Autódromo de Interlagos, em um traçado que fez inspirado nas pistas de Indianápolis, nos Estados Unidos, Brooklands, na Inglaterra, e Monthony, na França.
Em 27 de agosto do ano de 2015, o bairro de Interlagos completou 95 anos.

## Características

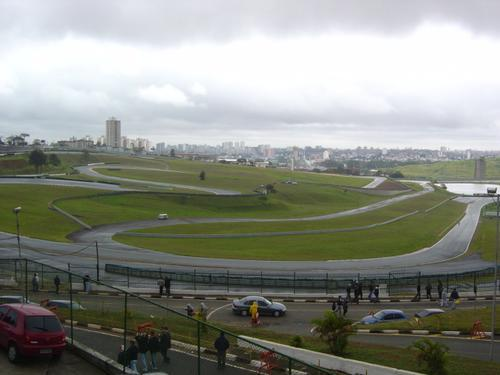
Autódromo de Interlagos, principal ponto turístico e histórico de Interlagos.

Está situado na margem direita da Represa Guarapiranga onde há diversos bolsões residenciais de alto padrão localizados em torno do Parque Jacques Cousteau, mais conhecido pelos moradores locais como "Parque do Laguinho", ou apenas "Laguinho".
Totalmente arborizado, sua topografia é considerada das mais peculiares da capital paulista. Encontra-se inserido em área de proteção de mananciais e por isso possui uma ocupação rarefeita com grande permeabilidade do solo. por todas essas características, o seu tombamento foi realizado pelo CONPRESP em 2004. Além da topografia e vegetação, o traçado urbano também representa um motivo para o tombamento do bairro.
Corresponde à uma Zona Exclusivamente Residencial Ambiental (ZERa) no atual Plano Diretor da cidade de São Paulo (anteriormente denominada de Z1), portanto, trata-se de um bairro exclusivamente residencial com predominância de lotes de grande porte, inserido na zona de proteção de mananciais. Ocupa uma área de aproximadamente 2,25 km², com seu perímetro determinado pelas seguintes vias: Avenida Atlântica, Rua Leonardo Di Fásio, Avenida do Rio Bonito, Avenida Interlagos e Rua Nicolau Alayon.
O bairro está próximo ao Autódromo de Interlagos (pertencente ao distrito de Cidade Dutra), porém boa parte da população local acredita que o bairro de Interlagos esteja situado em todas as cercanias do mesmo, o que torna toda região popularmente conhecida como Interlagos.
A chegada do Autódromo de Interlagos ao bairro, enriqueceu o local e fez crescer a busca por imóveis, enriquecendo o setor imobiliário. Em 2017, o valor médio do metro quadrado custava aproximadamente 5,6 mil reais.
A região de Interlagos possui duas estações da CPTM, a estação Autódromo, situada próxima ao Autódromo e daí o seu nome e também a estação Primavera-Interlagos, que recebeu seu nome por estar próxima aos bairros do Jardim Primavera e de Interlagos.

## Pontos de Interesse
- Autódromo José Carlos Pace
- CEU Cidade Dutra
- CATe Interlagos
- Etec Irmã Agostina
- Kartódromo de Interlagos - Alpie[9]
- Parque Jacques Cousteau